# Toiana venosella
Toiana venosella is een vlinder uit de familie van de stippelmotten (Yponomeutidae). De wetenschappelijke naam van de soort werd in 1866 gepubliceerd door Francis Walker.